# Стельмахович, Алексей Терентьевич
Алексей Терентьевич Стельмахо́вич (18 октября 1891, д. Тимошково, Мстиславский уезд, Могилёвская губерния — 9 августа 1938, г. Свердловск) — советский государственный деятель, Председатель Брянской и Самарской губернской ЧК, полномочный представитель ВЧК при СНК—ГПУ при НКВД РСФСР по Приволжскому военному округу, Председатель Московского губернского суда.

## Биография
Родился в 1891 г. в д. Тимошково Могилевской губернии. Белорус. Трудовую деятельность начинал слесарем на Бежецком машиностроительном заводе. В 1913 г. вступил в ряды РСДРП(б).
С 1917 по 1922 год воевал в рядах Красной армии.
В 1918 г. — сотрудник ЧК Северо-Кавказской Советской республики. 31 октября 1918 года в составе комиссии под председательством Г. А. Атарбекова поставил подпись под постановлением о смертной казни 47 человек — контрреволюционеров из числа заложников.
С 29 августа 1920 по 8 октября 1921 года — председатель Брянской губернской ЧК. В этот период организовывал и активно участвовал в ликвидации банды бывшего царского полковника Сенина, орудовавшей на Брянщине. Среди прочих вопросов занимался также прекращением стачки рабочих Мехартзавода.
С 15.11.1921 г. по апрель 1922 г. — полномочный представитель ВЧК при СНК—ГПУ при НКВД РСФСР по Приволжскому военному округу, председатель Самарской губернской ЧК (с 6 февраля 1922 — начальник Самарского губернского отдела ГПУ).
С октября 1922 г. по июль 1923 г. — Начальник московской милиции.
С 15 апреля 1925 по 11 декабря 1928 года — председатель Московского губернского суда; одновременно (1926—1927) — председатель Губернского дисциплинарного суда.
В 1929-1932 гг. - студент Московской горной академии, затем Московского института стали им. Сталина.
С 1932 по 1933 год работал начальником Металлургического завода в Москве.
В 1933 г. назначен начальником Белорецкого Металлургического завода.
В сентябре 1934 г. решением Оргбюро ЦК ВКПБ(б) назначен директором Кабаковского завода, где проработал до 1936 г.
Постановлением СНК СССР № 730 от 19.04.1936 г.  «О создании в системе Народного комиссариата лесной промышленности сети подрядно-строительных и проектных организаций» назначен на должность управляющего Всесоюзным трестом по строительству рельсовых и тракторных дорог и крупнейших тракторных баз «Союзлестрансстрой» Народного комиссариата лесной промышленности СССР.
Арестован 26 февраля 1938 года. Обвинение: 58-8, 58-9, 58-11. Приговор: ВК ВС СССР ( Военная коллегия Верховного Суда СССР), 09.08.1938 - ВМН (высшая мера наказания) с конфискацией имущества. Расстрелян 09.08.1938, г. Свердловск.
18.02.1956 г. реабилитирован ВК ВС СССР - за отсутствием состава преступления.
Проживал: г. Москва, Б. Козловский пер., д.11, кв.11.

## Семья
Жена — Галина Георгиевна Мухина (5 (18) февраля 1907, Ростов Великий — 21.05.1953, Москва), дочь советского педагога, бывшего царского офицера (до 1917 г.) Г. Е. Мухина, правнучка знаменитого русского врача Е. О. Мухина. Детей не было.

## Галерея

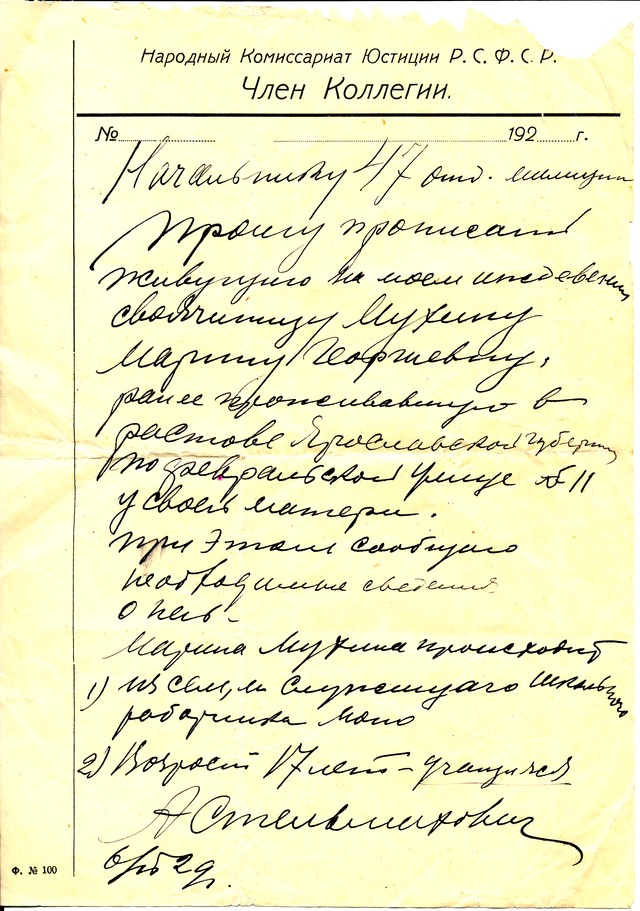
Заявление А.Т. Стельмаховича в 47 о/м г. Москвы о М.Г. Мухиной. 6.06.1929 г.
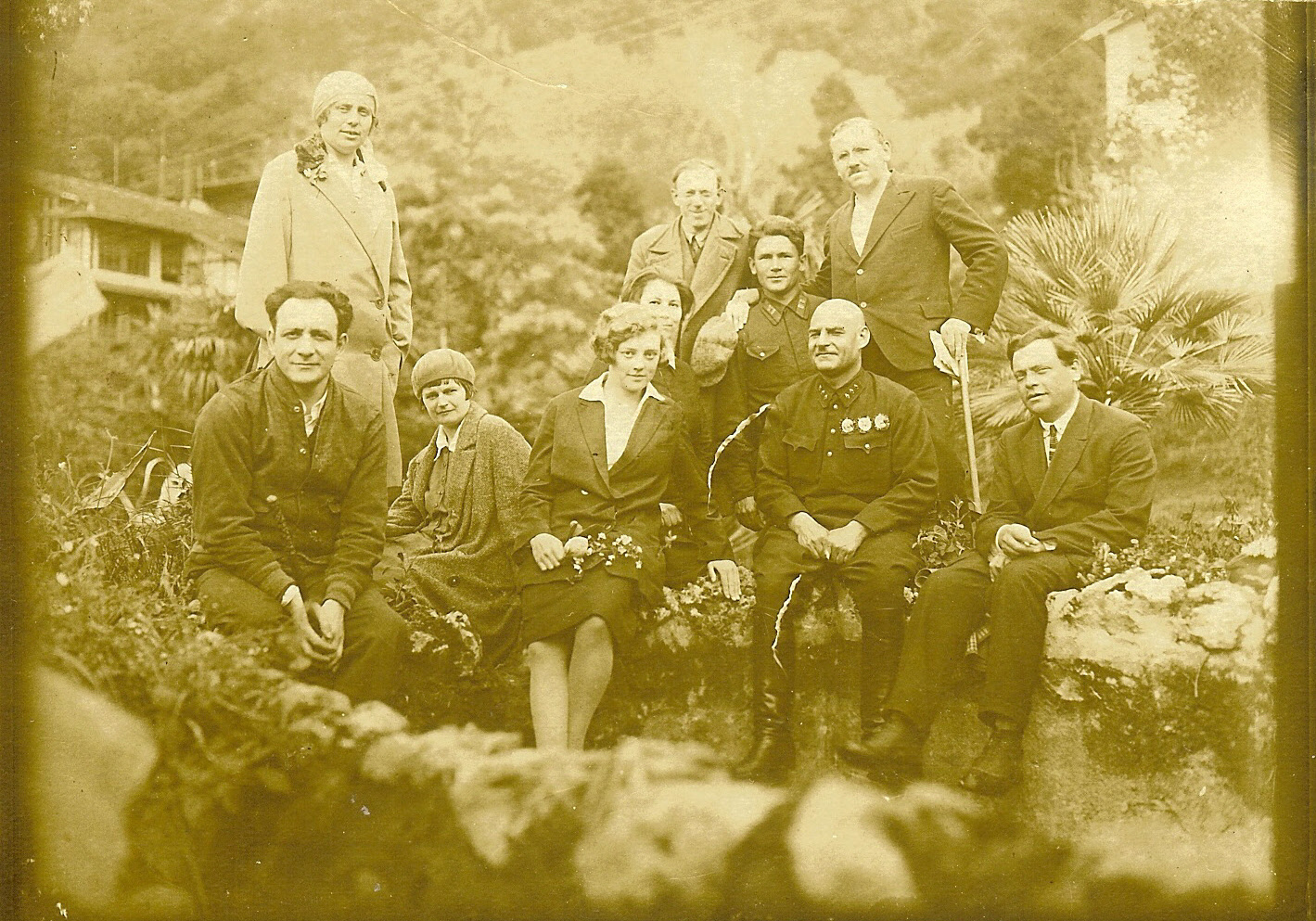
А.Т. Стельмахович (справа) и комкор Г.И. Кулик. Фото 1936 г.